# 10962 Sonnenborgh
A 10962 Sonnenborgh (ideiglenes jelöléssel 9530 P-L) a Naprendszer kisbolygóövében található aszteroida. Cornelis Johannes van Houten,  Ingrid van Houten-Groeneveld és Tom Gehrels fedezte fel 1960. október 17-én.